# Anastatus drassi
Anastatus drassi is een vliesvleugelig insect uit de familie Eupelmidae. De wetenschappelijke naam is voor het eerst geldig gepubliceerd in 1892 door Riley.